# Pont-de-Veyle
Pont-de-Veyle ist eine französische Gemeinde mit 1600 Einwohnern (Stand 1. Januar 2022) im Département Ain in der Region Auvergne-Rhône-Alpes. Sie gehört zum Kanton Vonnas im Arrondissement Bourg-en-Bresse.

## Geographie

### Lage
Pont-de-Veyle liegt auf 175 m, etwa 27 Kilometer westnordwestlich der Präfektur Bourg-en-Bresse, 56 Kilometer nördlich der Stadt Lyon und 6 km südöstlich der Stadt Mâcon (Luftlinie). Das Dorf erstreckt sich im südwestlichen Teil der historischen Provinz Bresse. Nachbargemeinden von Pont-de-Veyle sind Crottet im Norden, Saint-Jean-sur-Veyle im Osten, Laiz im Süden sowie Grièges im Westen.

### Topographie
Die Fläche des 1,94 km² großen Gemeindegebiets umfasst einen Abschnitt am linken Ufer der Veyle, einem Nebenfluss der Saône. Die Veyle fließt westwärts in einer etwa 20 m in die Ebene der Bresse eingetieften Niederung, die hier etwa zwei Kilometer breit ist und in der sich die Veyle in mehrere Arme aufspaltet. Ihr Hauptarm bildet die nördliche Gemeindegrenze; ein weiterer Nebenarm, die Petite Veyle, fließt durch den Ort hindurch. Im Süden verläuft die Gemeindegrenze entlang der kleinen Kanalhaltung Bief de Malivert.

### Gemeindegliederung
Die Ortschaft ist geschlossen bebaut, und neuere Siedlungsgebiete schließen sich westlich an den alten Ortskern an, der die Form eines Straßendorfes hat. Der alte Ortskern gliedert sich in den Hauptteil Grand Faubourg und die nördliche Fortsetzung am anderen Veyle-Ufer, Petit Faubourg. Der neuere Teil am Westrand heißt Les Gabonnières. Im Norden und Süden geht die Bebauung auf den beiden Straßenseiten der D933 kontinuierlich in die Siedlungsgebiete der Nachbargemeinden Crottet bzw. Liaz über. Außerhalb des Siedlungsgebietes finden sich hauptsächlich Wiesenflächen.

## Geschichte
Im Boden von Pont-de-Veyle wurden Schmuckgegenstände und Gräber aus der Latènezeit gefunden. Im Hochmittelalter war der Ort im Besitz einer Familie gleichen Namens, deren Vertreter Umfredus de Vela 1096 erstmals verbrieft war. Von etwa 1182 bis 1272 gehörte es den Herren von Bâgé und gelangte danach an die Grafschaft Savoyen, als das Geschlecht Bâgé in männlicher Linie ausstarb und Alleinerbin Sibylle de Bâgé ihre Ländereien als Mitgift in die Heirat mit Amadeus V. von Savoyen einbrachte. Bis 1561 blieb der Ort unter der Oberhoheit der Savoyer und gelangte mit dem Vertrag von Lyon 1601 an das Königreich Frankreich. Im Mittelalter und Ancien Régime finden sich eine ganze Reihe verschiedener Schreibweisen für „Veyle“, darunter Vela (1186), Veila (1297), Vele (1370), Veyle (1536), Voille (1572), Voyle (1573), Vesle (1580) und Veylle (1683).
In Pont-de-Veyle existierte ab 1227 ein Priorat sowie eine Kapelle, die der Pfarrei in Laiz zugeordnet war. Später bildeten Laiz und Pont-de-Veyle eine gemeinsame Pfarrei (Parrochia de Lays et Pontis-Vele, 1443).
Im Jahr 1857 wurde die Bahnstrecke Mâcon–Ambérieu-en-Bugey eröffnet mit einem Bahnhof in Pont-de-Veyle.
Von 1793 bis 2015 war Pont-de-Veyle Hauptort (frz.: chef-lieu) des Kantons Pont-de-Veyle, der 2015 aufgelöst wurde. Der ehemalige, 1998 gegründete Gemeindeverband Canton de Pont-de-Veyle hatte seinen Verwaltungssitz in Pont-de-Veyle.

### Bevölkerungsentwicklung
| Jahr                       | 1962 | 1968 | 1975 | 1982 | 1990 | 1999 | 2006 | 2013 | 2021 |
| -------------------------- | ---- | ---- | ---- | ---- | ---- | ---- | ---- | ---- | ---- |
| Einwohner                  | 1037 | 1144 | 1177 | 1253 | 1421 | 1484 | 1496 | 1611 | 1629 |
| Quellen: Cassini und INSEE |      |      |      |      |      |      |      |      |      |

Mit 1600 Einwohnern (Stand 1. Januar 2022) gehört Pont-de-Veyle zu den kleineren Gemeinden des Départements Ain. Nachdem die Einwohnerzahl im 19. Jahrhundert fast immer um 1400 gelegen hatte, nahm sie zu Beginn des 20. Jahrhunderts ab und pendelte sich um etwa 1000 Einwohner ein. Seit Mitte der 1960er Jahre wird wieder eine Bevölkerungszunahme verzeichnet. Die Ortsbewohner von Pont-de-Veyle heißen auf Französisch Pont-de-Veylois(es).

## Gemeindepartnerschaft
Die zwölf Gemeinden im Gemeindeverband Canton de Pont de Veyle  bilden eine deutsch-französische Gemeindepartnerschaft mit Straubenhardt im nördlichen Schwarzwald in Baden-Württemberg.

## Wirtschaft und Infrastruktur

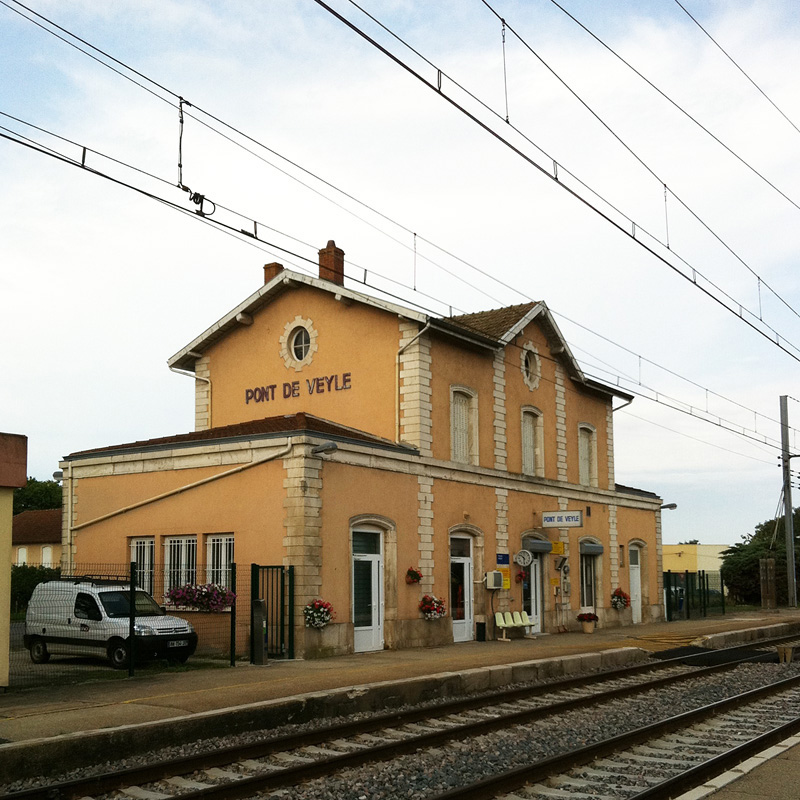
Der Bahnhof Pont-de-Veyle

Pont-de-Veyle ist ein Dorf, das durch seine jahrhundertelange Rolle als Hauptort eines ländlichen Kantons geprägt ist. Als zentrale Einrichtungen für die umliegenden Dörfer gibt es Schulen, Polizeiwache und Feuerwehrhaus, Bankfilialen, ein Krankenhaus und ein Altersheim, dadurch bietet der Ort mehrere hundert Arbeitsplätze im Dienstleistungssektor. Daneben gibt es heute verschiedene Betriebe des lokalen Kleingewerbes und einige Landwirtschaftsbetriebe, die die umliegenden Felder bewirtschaften. Mittlerweile hat sich das Dorf auch zu einer Wohngemeinde entwickelt. Viele Erwerbstätige sind Wegpendler, die zu ungefähr gleichen Anteilen im Raum Mâcon und im Raum Bourg-en-Bresse ihrer Arbeit nachgehen.
Die Ortschaft säumt die Route nationale 433 (D933), die über mehrere Départements die Dörfer am östlichen Saôneufer verbindet, jedoch heute keine Bedeutung mehr als regionale Durchgangsstraße hat. Nördlich und südlich der Gemeinde gibt es Abzweigungen zu den Nachbarorten, zusätzlich führt eine Nebenstraße direkt nach Grièges. Der nächste Autobahnanschluss an die Autoroute A406 (Ringautobahn von Mâcon) befindet sich in rund vier Kilometer Entfernung.
Pont-de-Veyle besitzt einen Bahnhof an der Bahnstrecke Mâcon–Ambérieu-en-Bugey, der sich einige Meter außerhalb der Gemeindegrenze auf dem Gebiet von Crottet befindet. Hier halten Züge des TER Auvergne-Rhône-Alpes und es endet die von den TGV Paris–Genf befahrene Ausfädelung von der LGV Sud-Est in die Altbaustrecke. Ein Industriegleis vom Bahnhof durch Pont-de-Veyle nach Laiz ist stillgelegt.
Nächster Flughafen in der Region ist der Flughafen Lyon Saint-Exupéry in etwa 80 Kilometer Entfernung.

### Bildung
In Pont-de-Veyle befinden sich eine Vorschule (école maternelle), eine staatliche Grundschule (école élémentaire), eine Gesamtschule (collège) und eine Schule der Sekundarstufe II (lycée).

## Sehenswürdigkeiten

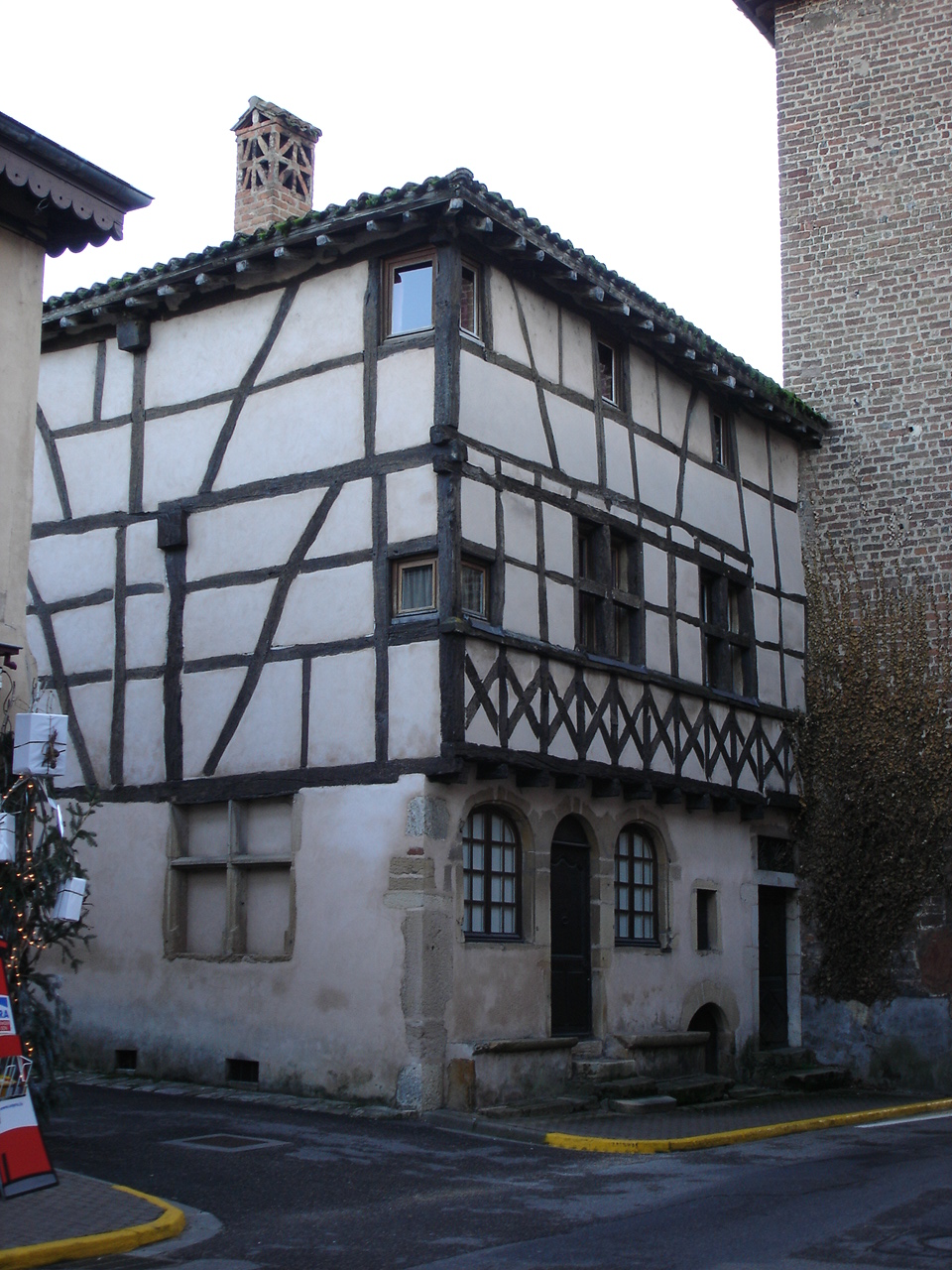
Maison du Guetteur

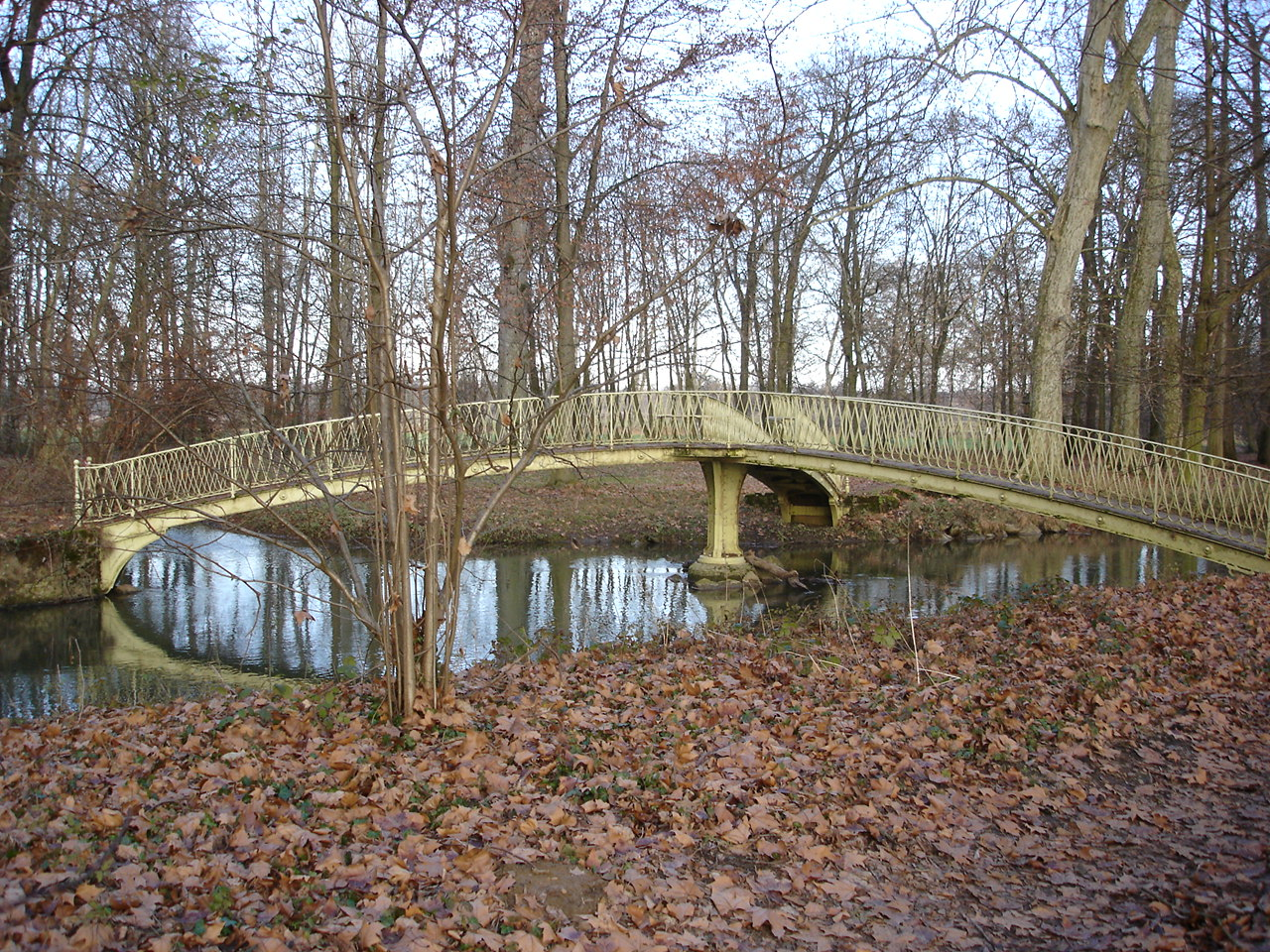
Drei-Wege-Brücke im Parc du Château

- Die Kirche Notre-Dame von Pont-de-Veyle wurde 1747–1755 erbaut, um einen zu klein gewordenen Vorgängerbau zu ersetzen. Die Kirche ist einschiffig mit einem breiten, in drei Joche eingeteiltem Langhaus. Daran schließt sich ein Querhaus an, dessen Vierung von einer mit Malereien verzierten Kuppel überwölbt wird. Das Bauwerk ist als monument historique eingeschrieben.[6]
- Westlich an das Château schließt sich der öffentliche Parc du Château an, dessen Wege mit mehreren kunstvoll angelegten Brücken die Veyle und ihre Nebenarme überqueren.

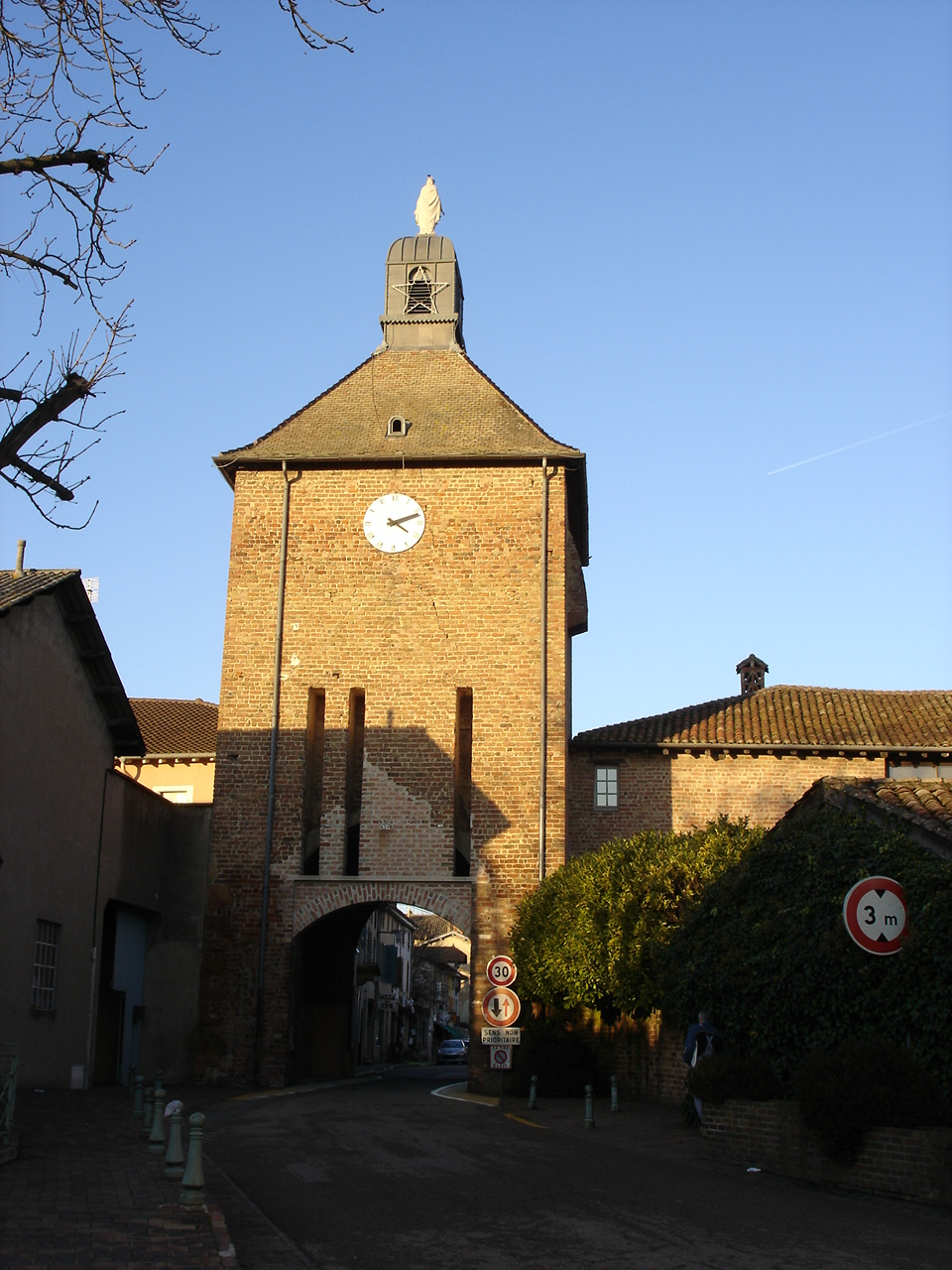
Uhrturm
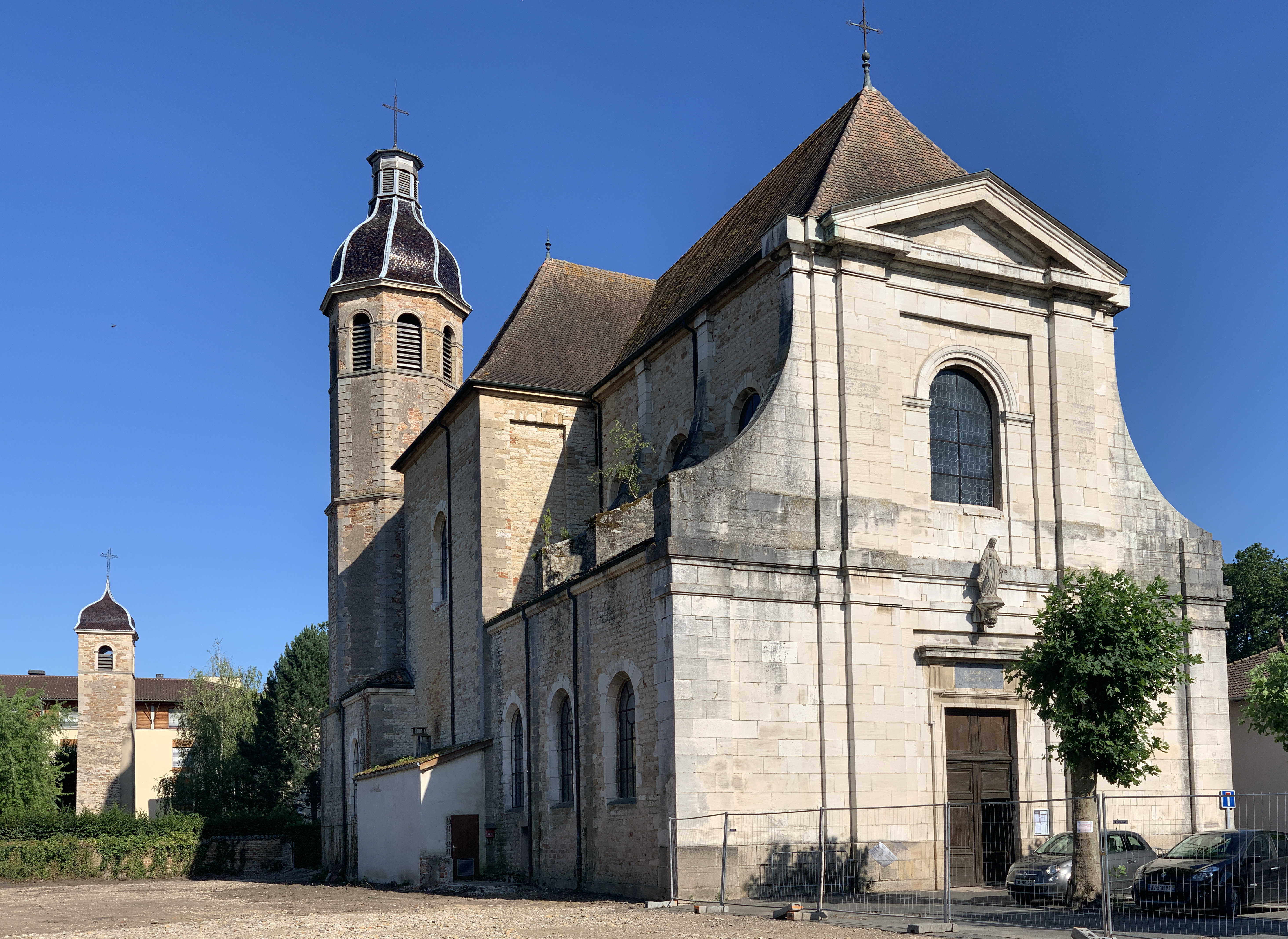
Kirche Notre-Dame
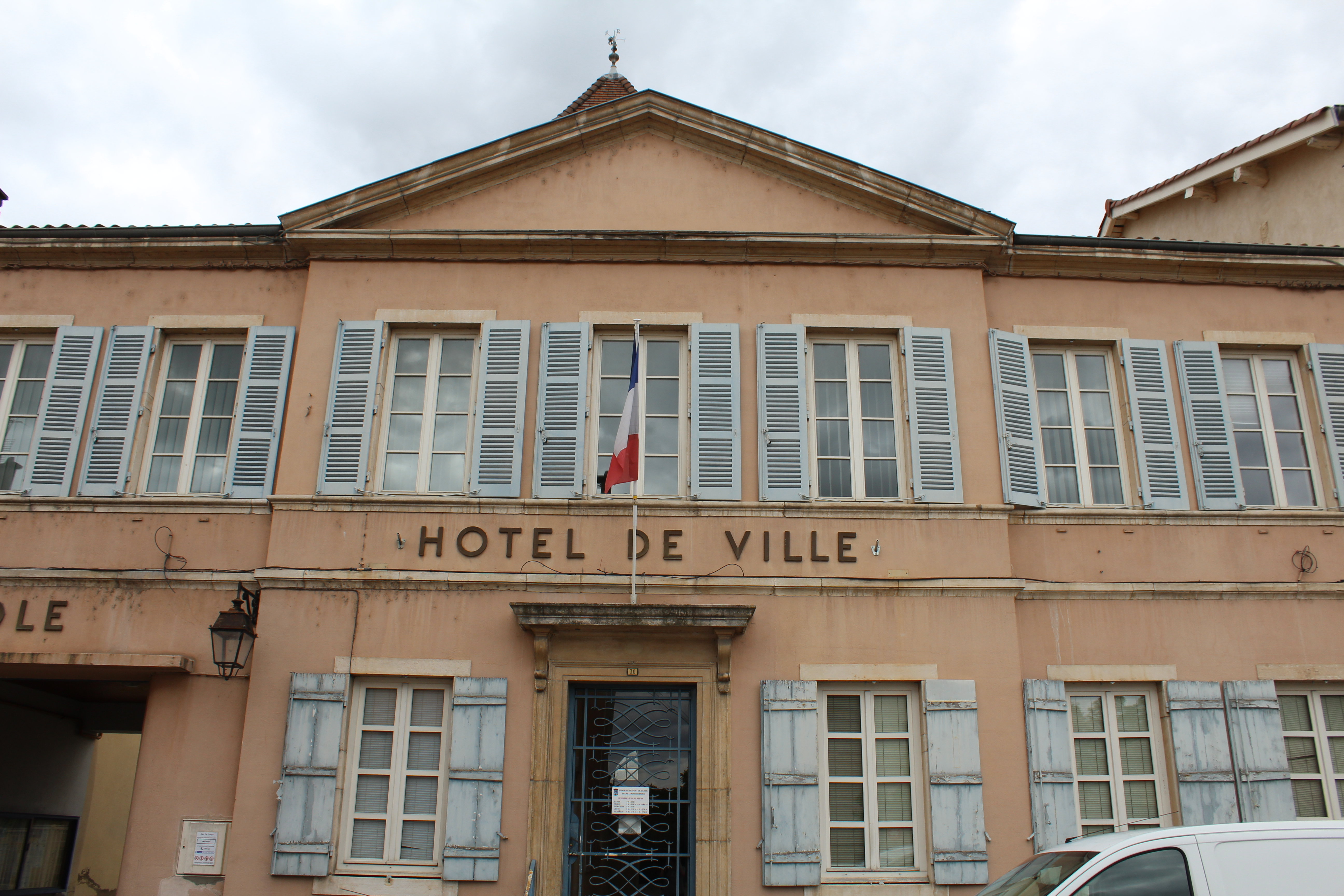
Ehemaliges Rathaus (Hôtel de ville)
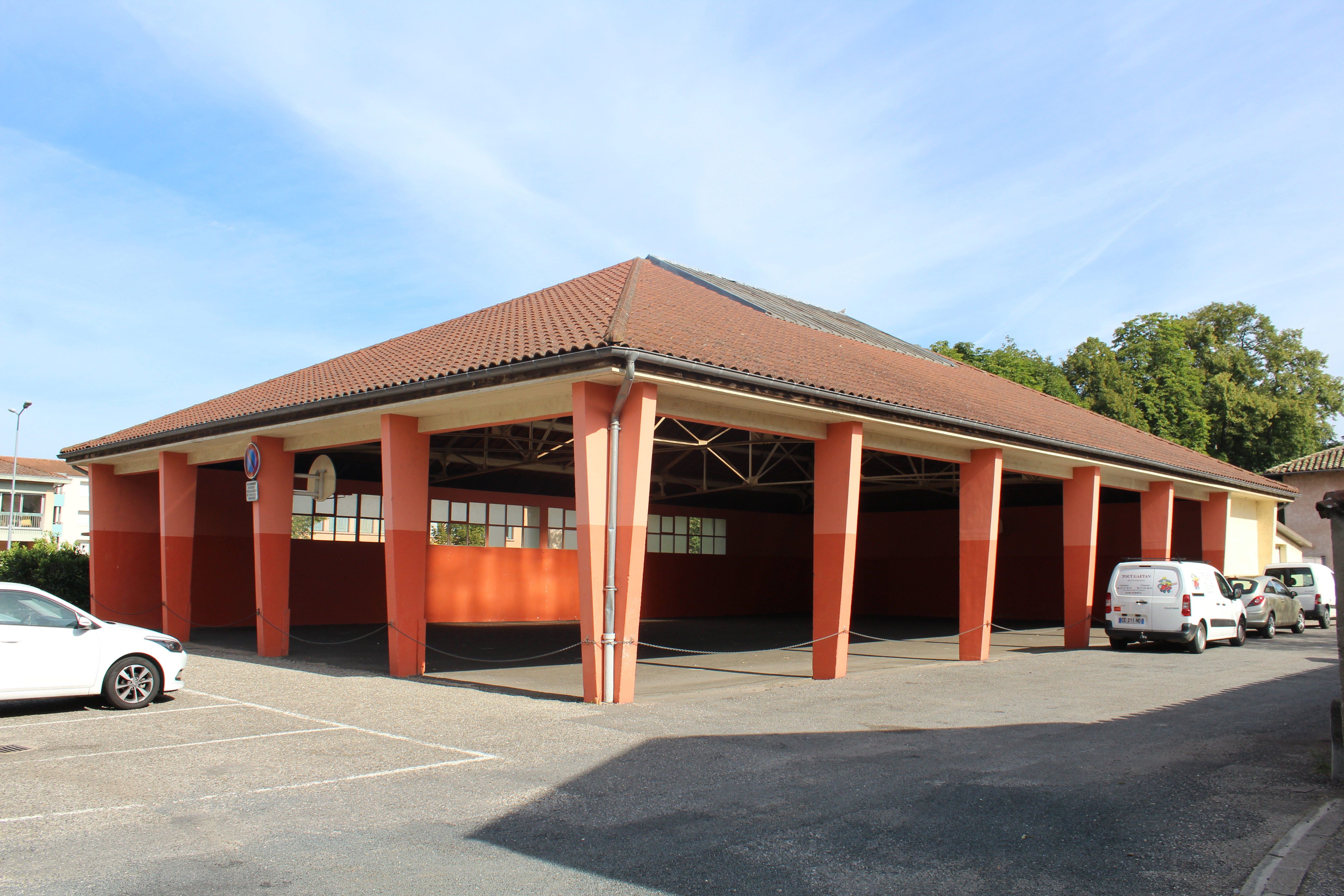
Ehemalige Markthalle
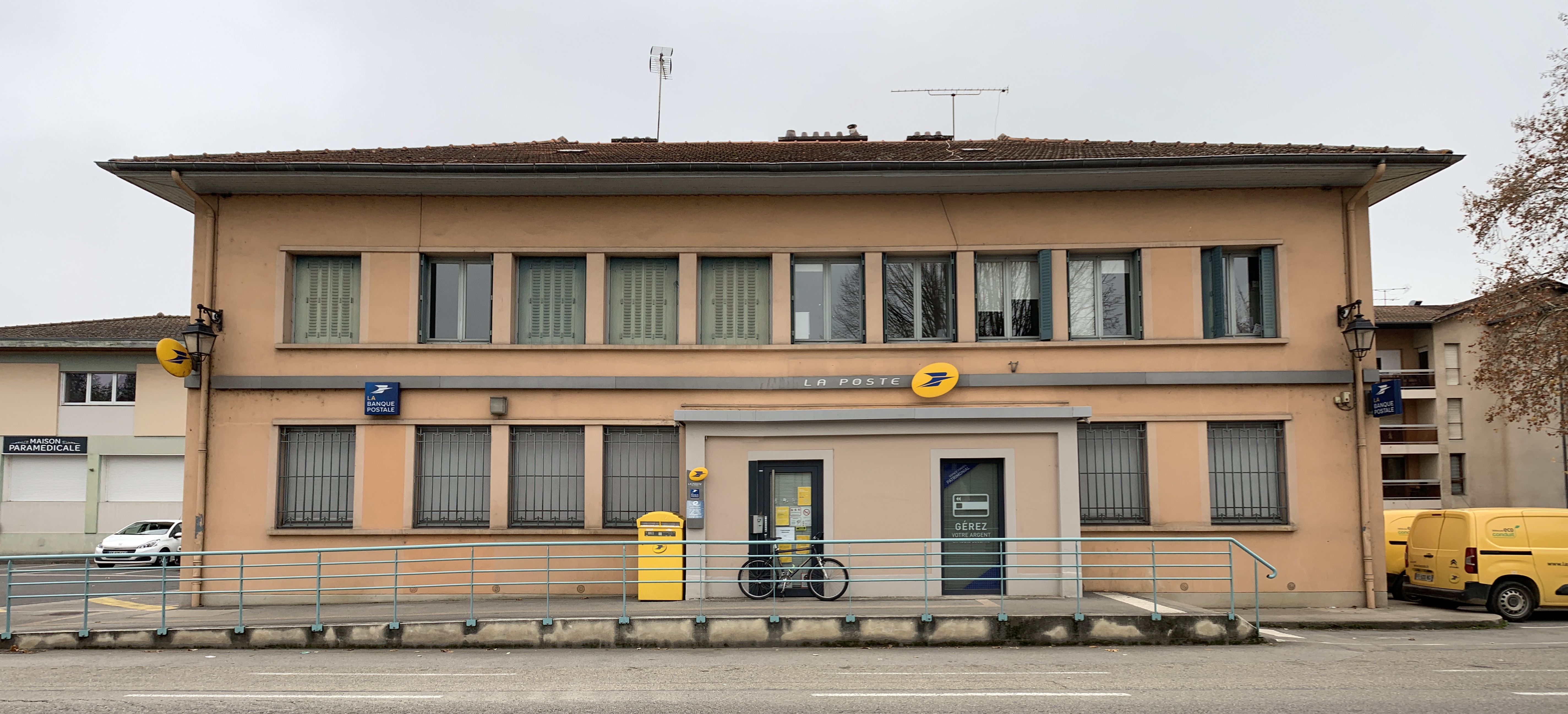
Postamt
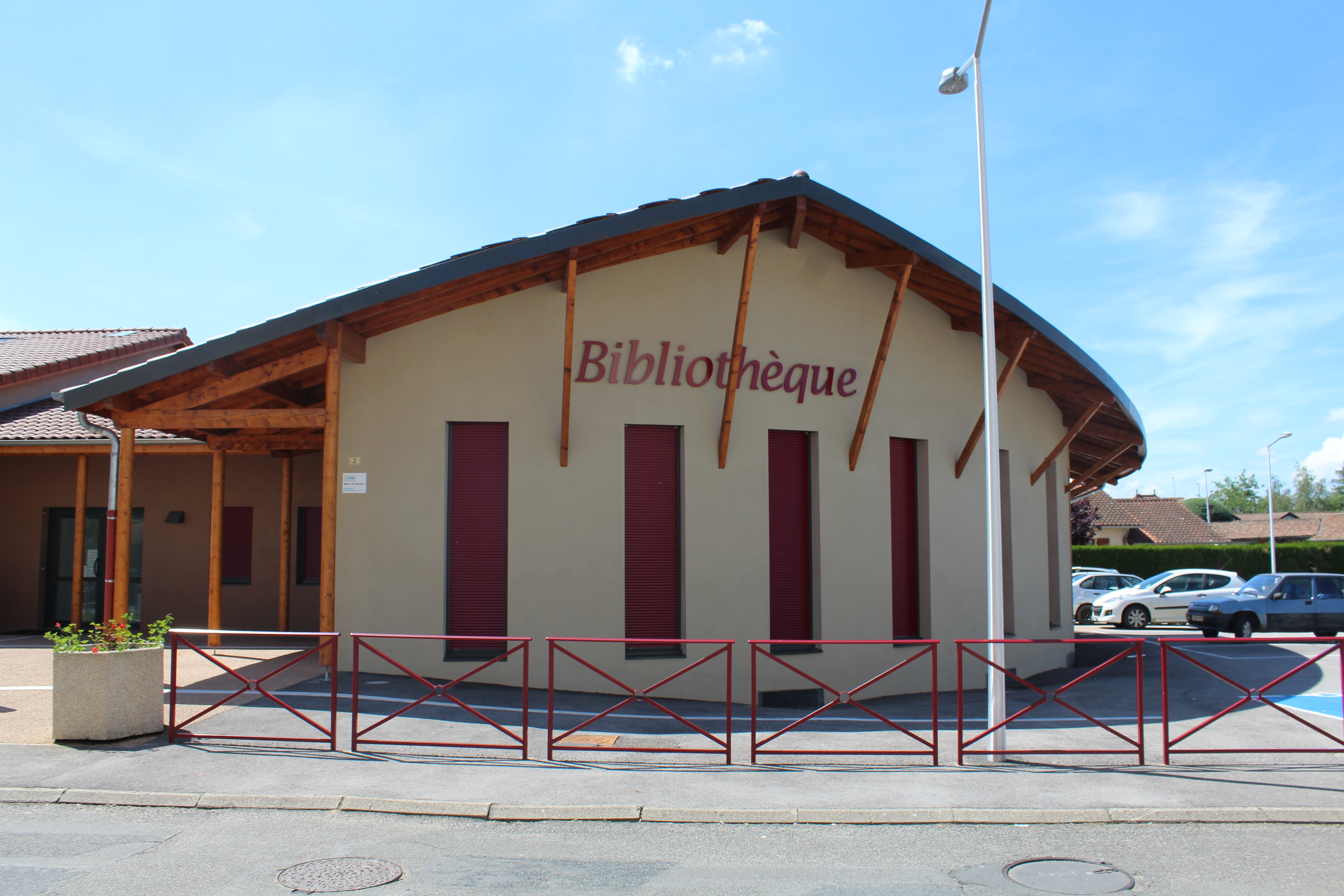
Bibliothek
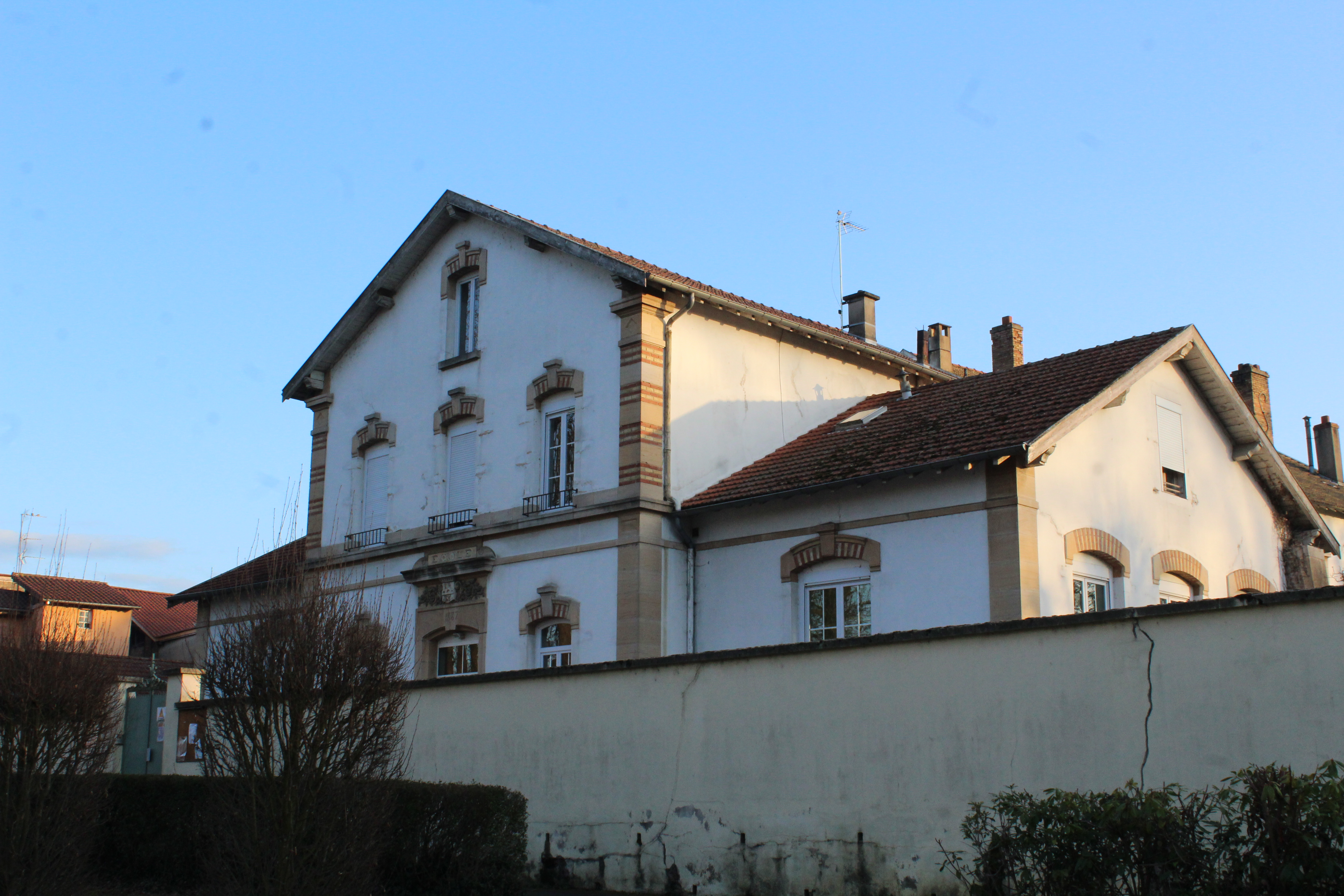
Grundschule

## Persönlichkeiten
- Jean-Louis Carra (1742–1793), Schriftsteller, Enzyklopädist und Revolutionär